# Lucie Granier
Lucie Granier (født 11. juni 1999 i Marseille, Frankrig) er en fransk håndboldspiller, der spiller for Metz Handball i LFH Division 1 Féminine og Frankrigs kvindehåndboldlandshold. Hun har tidligere spillet for ligarivalerne ESBF Besançon.
Hun blev udtaget til landstræner Olivier Krumbholzs trup ved VM i kvindehåndbold 2021 i Spanien, hvor Frankrig vandt sølv. Ved VM i 2023 vandt hun til gengæld guldmedaljer. Ved Sommer-OL 2024 på hjemmebane vandt hun sølvmedaljer.